# Isaac Jacques Delart Campagnol
Isaac Jacques Delart Campagnol (où Isaac Jacques de Lard de Campagnol), né au château de La Coste le 18 janvier 1732 à Penne (Lot-et-Garonne), mort le 28 juin 1809 à Penne (Lot-et-Garonne), est un général de brigade de la Révolution française.

## États de service
Surnuméraire le 1er avril 1746, cadet au bataillon de Fontenay du régiment Royal-Artillerie le 6 mai 1746, lieutenant en second le 8 mars 1753, lieutenant en premier le 25 février 1758, il est en 1761 sous-aide-major de l'équipage d'artillerie de l'armée. Il fait les campagnes de 1746 à 1748, participe le 11 octobre 1746 à la Bataille de Rocourt, le 2 juillet 1747 à la bataille de Lauffeld assiste aux sièges de Bergen-op-Zoom et de Maastricht.  
Il participe ainsi aux campagnes de 1759 à 1762, il est le 13 avril 1759 à la Bataille de Bergen, le 1er août suivant à la bataille de Minden.
Il obtient le 4 juillet 1758 une pension de deux cents livres sur le trésor royal pour « l'application avec laquelle il remplissait les devoirs de son état ». il est nommé capitaine le 13 janvier 1762 et il est fait chevalier de Saint-Louis le 26 juin 1771.
Il est promu major le 14 septembre 1776, chef de brigade le 1er janvier 1777 et lieutenant-colonel le 22 mai 1781 et rejoint La Fère comme sous-directeur de l'artillerie le 4 juillet 1784. Il est nommé colonel au 4e régiment d'artillerie le 1er avril 1791. Sous le nouveau régime, comme sous l'ancien, il ne discontinua pas ses services. Il commanda par intérim l'artillerie à l'armée des Alpes, et, après avoir pris part à la conquête de la Savoie sous les ordres de Montesquiou, il dirige l'École de l'artillerie de Strasbourg le 8 mars 1793. Il est inspecteur et commandant le 8e arrondissement d'artillerie à Toulouse le 20 avril 1795.
Il est promu général de brigade le 20 mai 1795. Lorsqu'il obtient sa retraite, au bout de cinquante-quatre ans de services, il commandait à Toulouse par ordre de Frégeville la 2e subdivision de la 10e division militaire vacante par le départ d'Aubugeois le 5 avril 1800. 
Il est fait Chevalier de la Légion d’honneur le 31 juillet 1808.
Il meurt le 28 juin 1809 au château de La Coste à Penne.

## Sources
- « Cote LH/703/9 », base Léonore, ministère français de la Culture
- (en) « Generals Who Served in the French Army during the Period 1789 - 1814: Eberle to Exelmans »
- Arthur Chuquet, La jeunesse de Napoléon - La révolution, Armand Colin et Cie, éditeurs, Paris, 1898, 408 p. (lire en ligne), p. 322.